# Младост
Вижте пояснителната страница за други значения на Младост.
Младостта е период от живота, който разделя детството от зрелостта. Характеризира се с растеж и физиологическо развитие, както и с трупане на жизнен опит и знания.
Възрастовите граници на младостта при хората са трудни за определяне и се различават в различните законодателства. Според Генералната асамблея на ООН, младежи са хората между 15 и 24 години включително. Световната банка определя младостта като времето между 15-ата и 25-ата година.